# Difenoxilato
El difenoxilato es un fármaco de la familia de las 4-Fenilpiperidinas y es empleado como antidiarreico asociado a la atropina. Tiene relación farmacológica con la loperamida. Lomotil es uno de los nombres comerciales.

## Descripción
El difenoxilato es un opioide derivado de la petidina (meperidina). Tiene un efecto astringente definido en el ser humano. Su única aplicación aprobada está en el tratamiento de la diarrea. Una de sus características particulares es que incluso sus sales son casi insolubles en solución acuosa, lo cual elimina la posibilidad de uso excesivo o abuso por vía parenteral. Se dispone del clorhidrato de difenoxilato, solo o en combinación con sulfato de atropina. La difenoxina es uno de los metabolitos del difenoxilato; tiene acciones semejantes a las del compuesto originario.[cita requerida]

## Acción farmacológica
El difenoxilato, igual que su metabolito, la difenoxina, actúa principalmente a través de receptores opioides μ periféricos y es preferible a los opioides que penetran en el sistema nervioso central (SNC).

## Farmacocinética y farmacodinamia
Como antidiarreico, el difenoxilato resulta un poco más potente que la morfina. Se absorbe extensamente después de su administración oral, obteniéndose concentraciones máximas en el transcurso de 1 a 2 horas. El difenoxilato se desesterifica rápidamente en difenoxina, que se elimina con una semivida alrededor de 12 horas. El fármaco puede tener efectos en el sistema nervioso central cuando se utiliza a las dosis más altas, y en consecuencia existe la posibilidad de abuso o adicción o ambos.[cita requerida]

## Formas farmacéuticas
Se encuentra disponible en preparados que incluyen dosis pequeñas de atropina (consideradas subterapéuticas), a fin de no fomentar el abuso y la sobredosis deliberada: 25 μg de sulfato de atropina por tableta con 2.5 mg de clorhidrato de difenoxilato.[cita requerida]

## Dosis
La dosis diaria recomendada de difenoxilato para tratar la diarrea en adultos es de 20 mg, repartidos en varias dosis. Las dosis únicas (2.5-5 mg) dentro de límites terapéuticos sólo presentan acción periférica antidiarreica y producen pocos efectos subjetivos del tipo de los de la morfina o ninguno. Las dosis altas (40-60 mg) producen efectos centrales y el fármaco pone de manifiesto actividad opioide clásica, caracterizada por euforia, desaparición de los síntomas de abstinencia y dependencia física del tipo de la causada por esta última después de la administración prolongada. Se administra en asociación con la atropina. La dosis inicial es de 10 mg, seguida de 5 mg cada 6 horas. 

## Efectos secundarios
Como efectos secundarios pueden aparecer signos atropínicos (en particular en niños) y de depresión central. Con el uso excesivo o sobredosis pueden presentarse estreñimiento y (en padecimientos inflamatorios del colon) megacolon tóxico. En dosis altas, tienen efectos en el SNC, lo mismo que anticolinérgicos por la atropina (boca seca, visión borrosa, etc.)

## Toxicidad
En la bibliografía pediátrica se informa con amplitud de casos de intoxicación o envenenamiento con los compuestos de difenoxilato y atropina que se usan para tratar la diarrea. Los resultados muestran que la ingesta de Lomotil es una causa de intoxicación grave en los niños pequeños, especialmente en menores de 5 años.

## Presentaciones comerciales

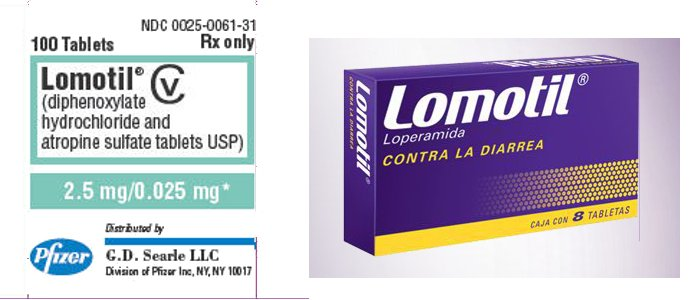
Lomotil® antes y después del cambio de la sustancia activa

La loperamida es tan eficaz como el difenoxilato para controlar la diarrea crónica, y por esta razón el fármaco se eliminó del Lomotil® y a partir de entonces se convirtió en medicamento de venta libre en México, con un contenido de 2 mg de loperamida. El sulfato de atropina también se retiró en la nueva presentación.